# Géranium livide
Geranium phaeum
Espèce
Classification phylogénétique
Le Géranium livide ou Géranium brun (Geranium phaeum), en anglais Dusky Crane's-bill, en allemand Braune Storchschnabel, en italien Geranio stellato est une plante de la famille des Géraniacées.

## Description
C'est une plante vivace, de 20 à 70 cm de hauteur, à fleurs de 14 à 16 mm allant du mauve au brun foncé. Les feuilles sont polygonales profondément découpées.

## Caractéristiques
Organes reproducteurs
- Couleur dominante des fleurs : brun
- Période de floraison : mai à août
- Inflorescence : racème de cymes unipares hélicoïdes
- Sexualité : hermaphrodite
- Pollinisation : entomogame, autogame

Graine
- Fruit : capsule
- Dissémination : épizoochore

## Habitat et répartition
Geranium phaeum affectionne les prairies humides et le bord des bois, à des altitudes de 300 à 2 400 m.
C'est une plante européenne, présente en particulier en Autriche, Hongrie, Moldavie, Ukraine, Biélorussie, Allemagne, Pologne, Tchéquie, Slovaquie, Suisse, Roumanie, Bulgarie, Albanie, nord de l'Italie, Espagne et France. En France, elle est présente dans les Pyrénées, les Alpes et le Massif central.

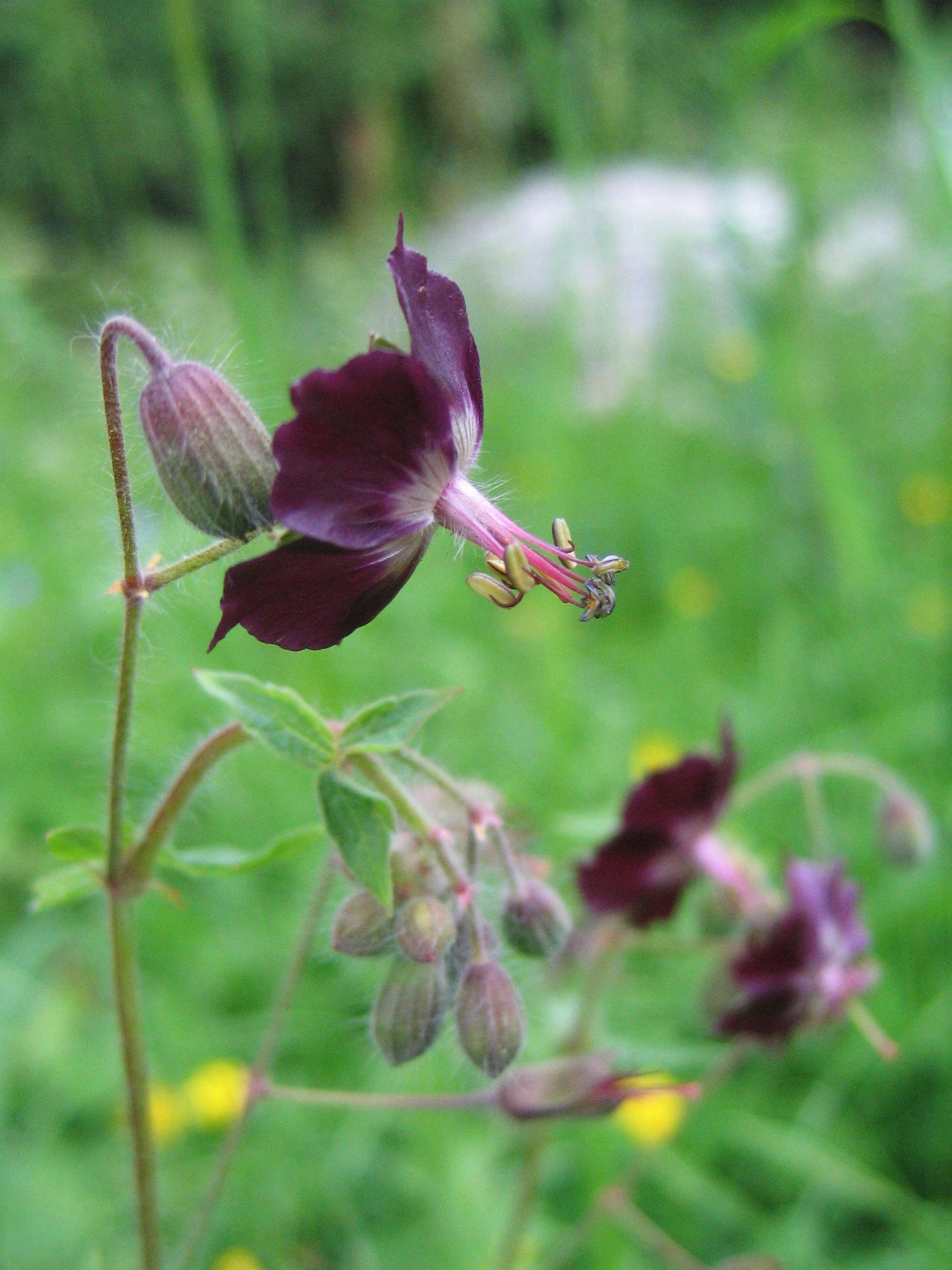
Fleurs de géranium brun